# 潢川专区
潢川专区，中华人民共和国河南省已撤消的行政区，在今河南省东南部。1949年置，专员公署驻潢川县。辖潢川、光山、罗山、固始、息县、商城、新县7县。
1951年，由潢川、固始、息县3县析设淮滨办事处（县级）。
1952年，淮滨办事处改设淮滨县。同年，撤销潢川专区，所辖8县划归信阳专区。

## 历任专员
- 刘名榜（1949年3月－1952年3月）